# Căpriana, Strășeni
Căpriana este un sat din raionul Strășeni, Republica Moldova. În această localitate se află una dintre cele mai vechi mănăstiri din țară, Mănăstirea Căpriana.

## Etimologie
Toponimul reprezintă o formă modificată prin etimologie populară (după cuvântul „capră”) a numelui mai vechi al localității Chipriana, la baza căruia stă antroponimul Chiprian (terminația „-a”). Pentru prima dată Chiprian apare în documente ca stăpân peste o poiană din partea locului la 1420. Ulterior, într-un hrisov din 1429, Chiprian este menționat ca egumen al mănăstirii de la Ișnovăț. Prin urmare, după numele lui Chiprian a fost denumită mai întâi mănăstirea, iar după aceea, sub o formă modificată, adaptată fonetic și semantic, numele mănăstirii l-au preluat pe rând moșia și satul.

## Geografie
Este situat în zona centrală a țării, la aproximativ 40 km nord-vest de Chișinău, în ținutul deluros împădurit care purta odată numele de Codrii Lăpușnei. Considerata de mulți istorici, ultimul bastion al arhitecturii voievodale din Republica Moldova, aparținând spațiului cultural românesc. Satul Căpriana este o localitate in raionul Strășeni situata la latitudinea 47.1175 longitudinea 28.5044 si altitudinea de 206 metri fata de nivelul marii. Aceasta localitate este in administrarea or. Strășeni. Conform recensământului din anul 2004 populația este de 2.362 locuitori. Distanța directă până în or. Strășeni este de 12 km. Distanța directă până în or. Chișinău este de 41 km.
Codrul adiacent

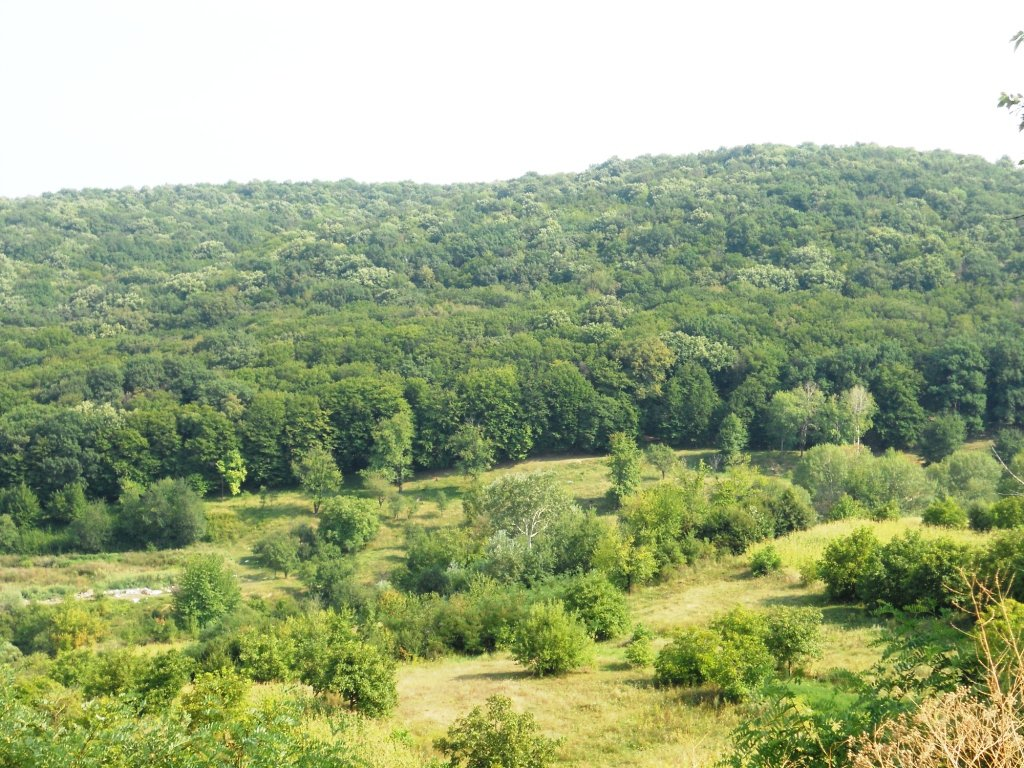
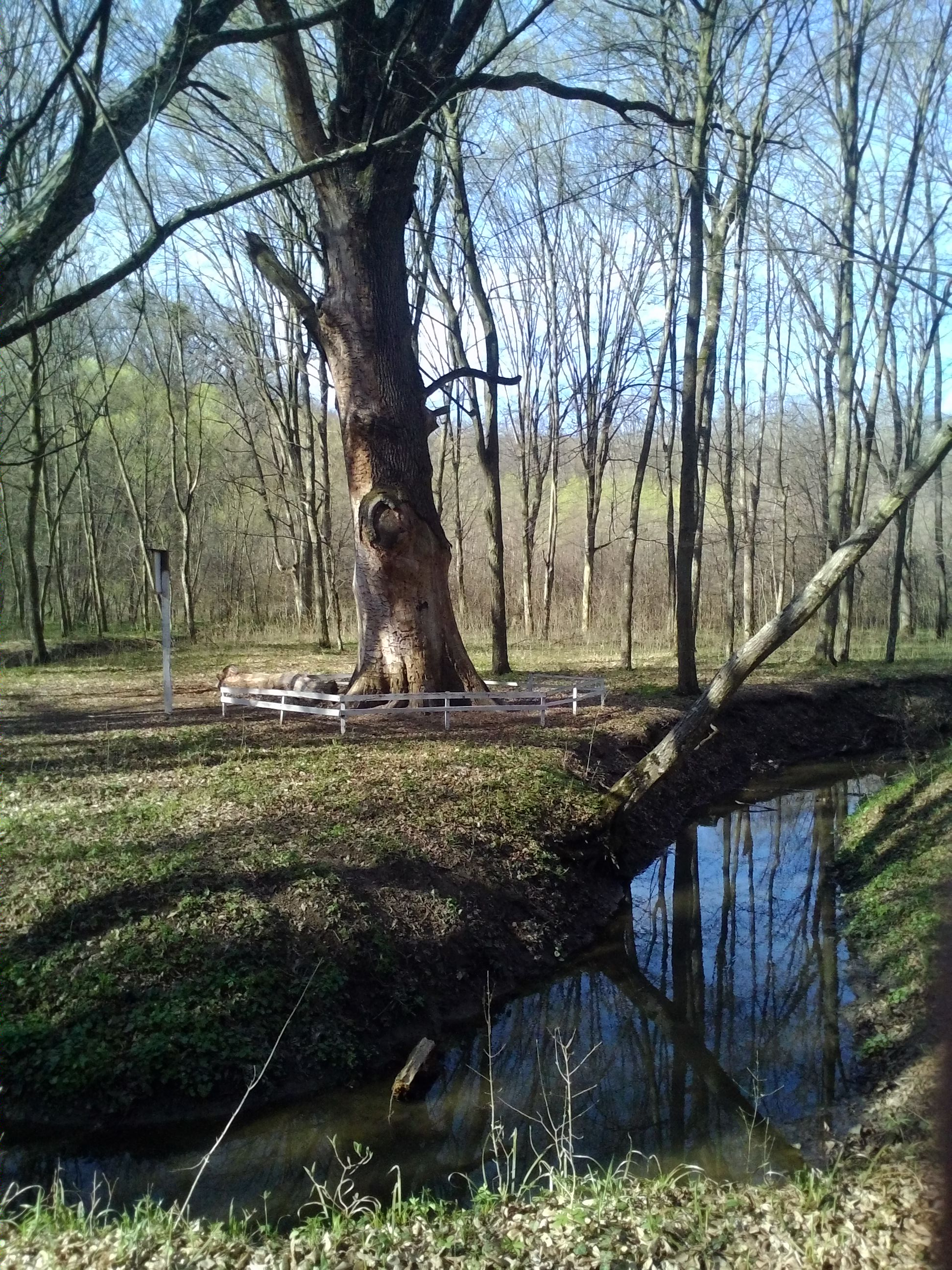
Stejarul lui Ștefan cel Mare din Căpriana
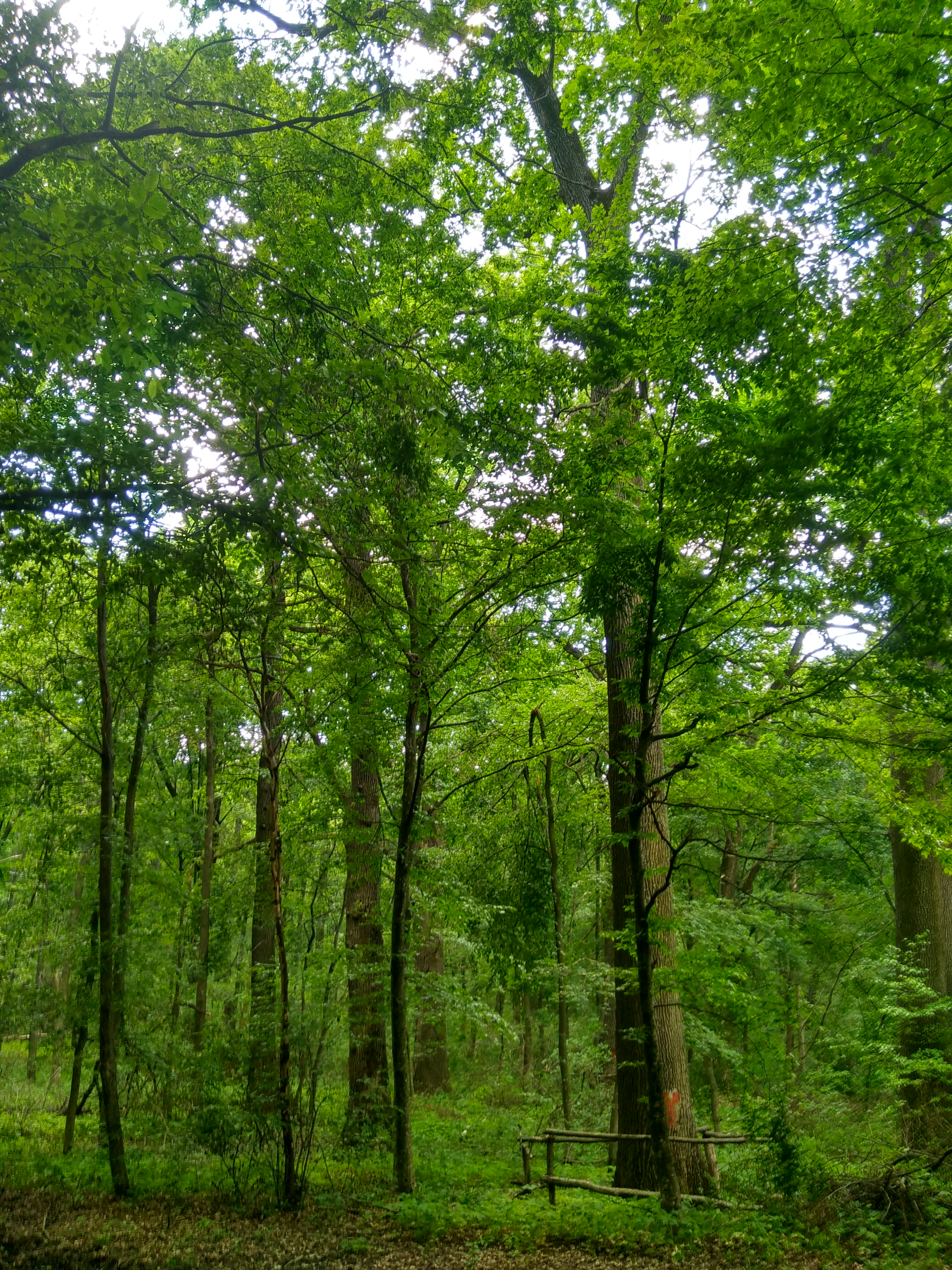
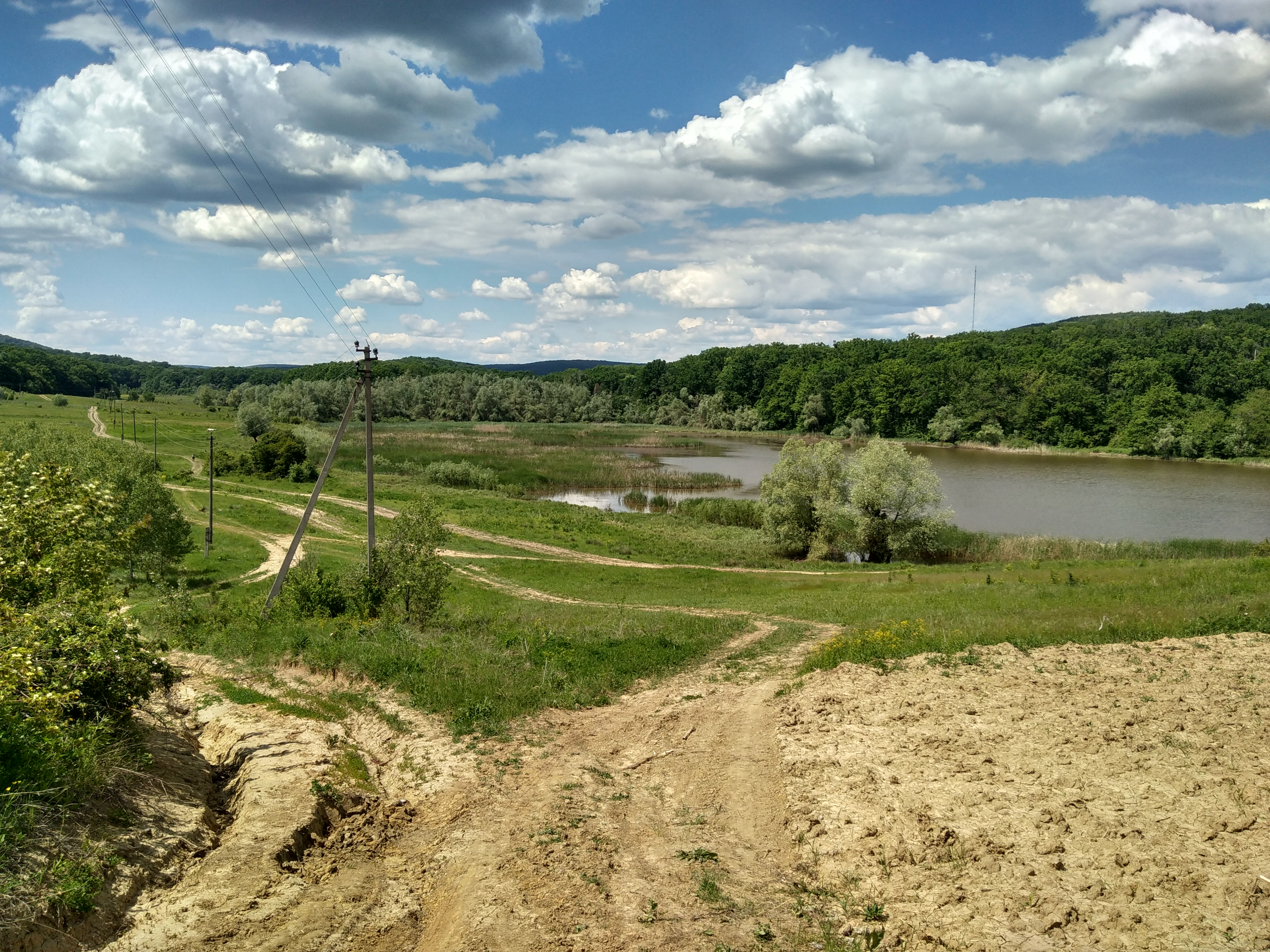
Rezervația peisagistică Căpriana–Scoreni
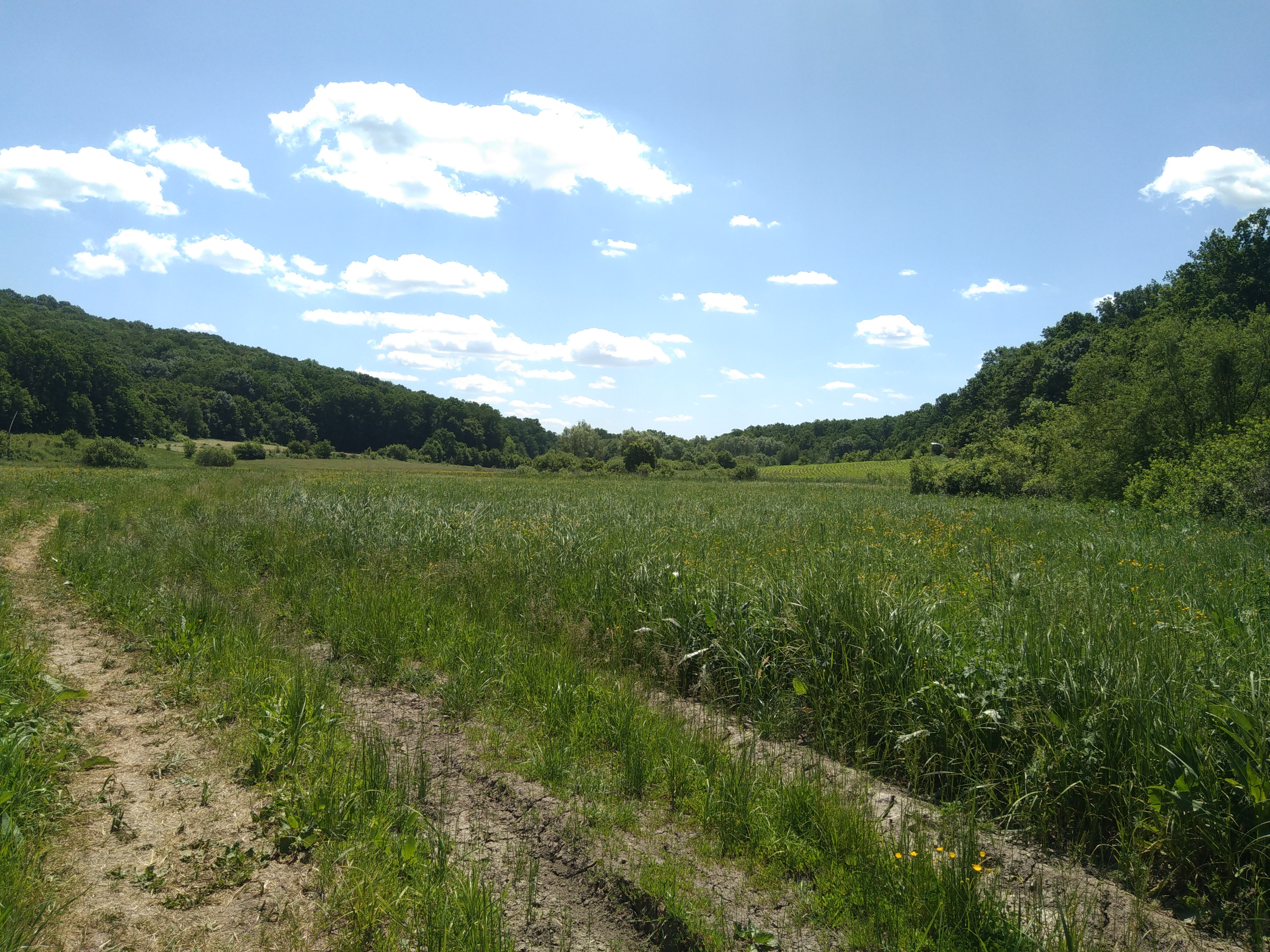
Luncă cu bumbăcariță la sud de localitate.

## Istoric

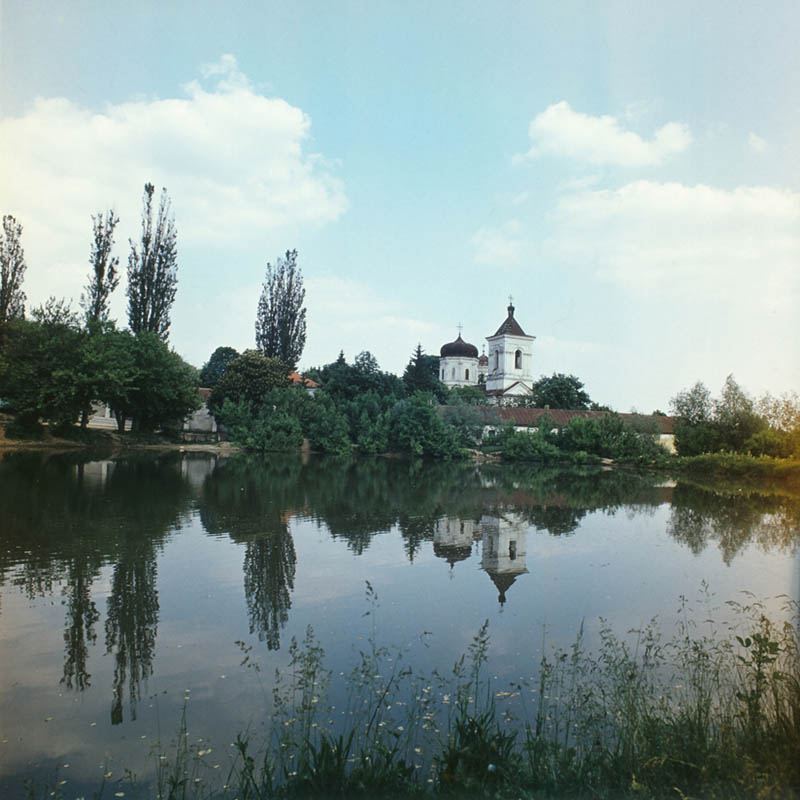
Mănăstirea în 1980.

Prima atestare documentară a satului datează 25 aprilie 1420:
„Din mila lui Dumnezeu, noi, Alexandru voievod, domn al Țării Moldovei. Facem cunoscut, cu această carte a noastră, tuturor celor care o vor vedea sau o vor auzi citindu-se, că această adevărată slugă a noastră și credincios boier, pan Oană vornic, a slujit mai înainte sfântrăposaților noștri înaintași cu dreapta și credincioasa slujbă, iar astăzi ne slujește nouă cu dreapta și credincioasa slujbă. De aceea, noi, văzând dreapta și credincioasa lui slujbă către noi, l-am miluit cu deosebita noastră milă și i-am dat în țara noastră, în Moldova, satele anume Corneștii, și Miclăușeni, și Lozova, și Săcărenii, și Vornicenii, și Dumeștii și Țigăneștii și Lavreștii și Sadova și Homicești. ...

Iar hotarul acestor sate care sunt la Bucovăț, să fie începând de la mănăstirea lui Vărzar, pe deasupra prisăcii lui Acibco, pe vârful Horodiștei, la vârful Lozovei, la podul lui Girlanici, de la Fântâna Mică până la Fântâna Mare, iar dela Fântâna Mare, pe deasupra, la poiana Târnaucăi, de la poiana lui Chiprian, cu moara de pe Bâc, din Lunca cea Mică, și către Poroseci, și de la Poroseci la gura Pitușcăi, la seliștea lui Tigomir, iar de la seliștea lui Tigomir, pe deasupra Homiceștilor și pe deasupra Sadovei, și de la obârșia Sadovei la gura Conelii, iar de la gura Conelii, pe deasupra, la mănăstirea lui Vărzar. Și în acest hotar să-și întemeieze prisăci, câte va putea să întemeieze. Și îi întărim hotarele vechi, pe unde au folosit din veac.

...

Iar pentru mai mare întărire a tuturor celor mai sus-scrise, am poruncit slugii noastre credincioase, pan Isaia logofăt, să scrie și să atârne pecetea noastră la această carte a noastră.

La Suceava, în anul 6928 <1420> aprilie 25.”
Într-o zonă pitorească de codru, la 40 km nord-vest de Chișinău, se găsește una dintre cele mai vechi mănăstiri din Moldova – Căpriana (întemeiată în 1429). Ea a fost timp îndelungat reședința mitropolitului Moldovei, a fost ctitorită de domnitori, printre ei și Ștefan cel Mare, aici au trăit cronicarul Eftimie și unul dintre primii poeți ai Moldovei - Chiprian.
La început mănăstirea a fost construită în totalitate din lemn, ca mai târziu, în 1545 să fie înălțată în piatră biserica de vară "Adormirea Maicii Domnului". În 1840 este înălțată biserica "Sf. Gheorghe" și la 1903 “Sf. Nicolae”. La Căpriana a existat și cea mai mare bibliotecă mănăstirească din Moldova cu prețioase daruri domnești. Fiind închisă și devastată în anii postbelici, ea se redeschide printre primele în 1989, devenind foarte curând un simbol al renașterii naționale.
Există câteva ipoteze privind întemeierea Mănăstirii Căpriana. Conform primei, mănăstirea ar fi o ctitorie a lui Alexandru cel Bun, care i-a dăruit doamnei Marena "Mănăstirea de la Vișnăvăț, unde este egumen Chiprian". Data acestui hrisov este 10 februarie 1429. Din epoca lui Ștefan cel Mare (anul 1470), datează 2 documente unde este atestată trecerea "Mănăstirii Vișnăvăț" sub oblăduirea mănăstirii Neamț. În al doilea din aceste documente este atestat actul daniei, de către doamna Chiajna, a prisăcii lui Chiprian de pe Botne, mănăstirii Neamțu. În deceniul 4 al sec. XVI denumirea Vișnăvăț este înlocuită de denumirea Căpriana. Sub acest nume mănăstirea figurează în inscripția slavonă de pe scoarța Evangheliarului, dăruit de Petru Rareș mănăstirii la 1545; aceeași denumire figurează și în descrierea celei de a doua domnii a lui Petru Rareș (1541-1546), efectuată de cronicarul Grigore Ureche.

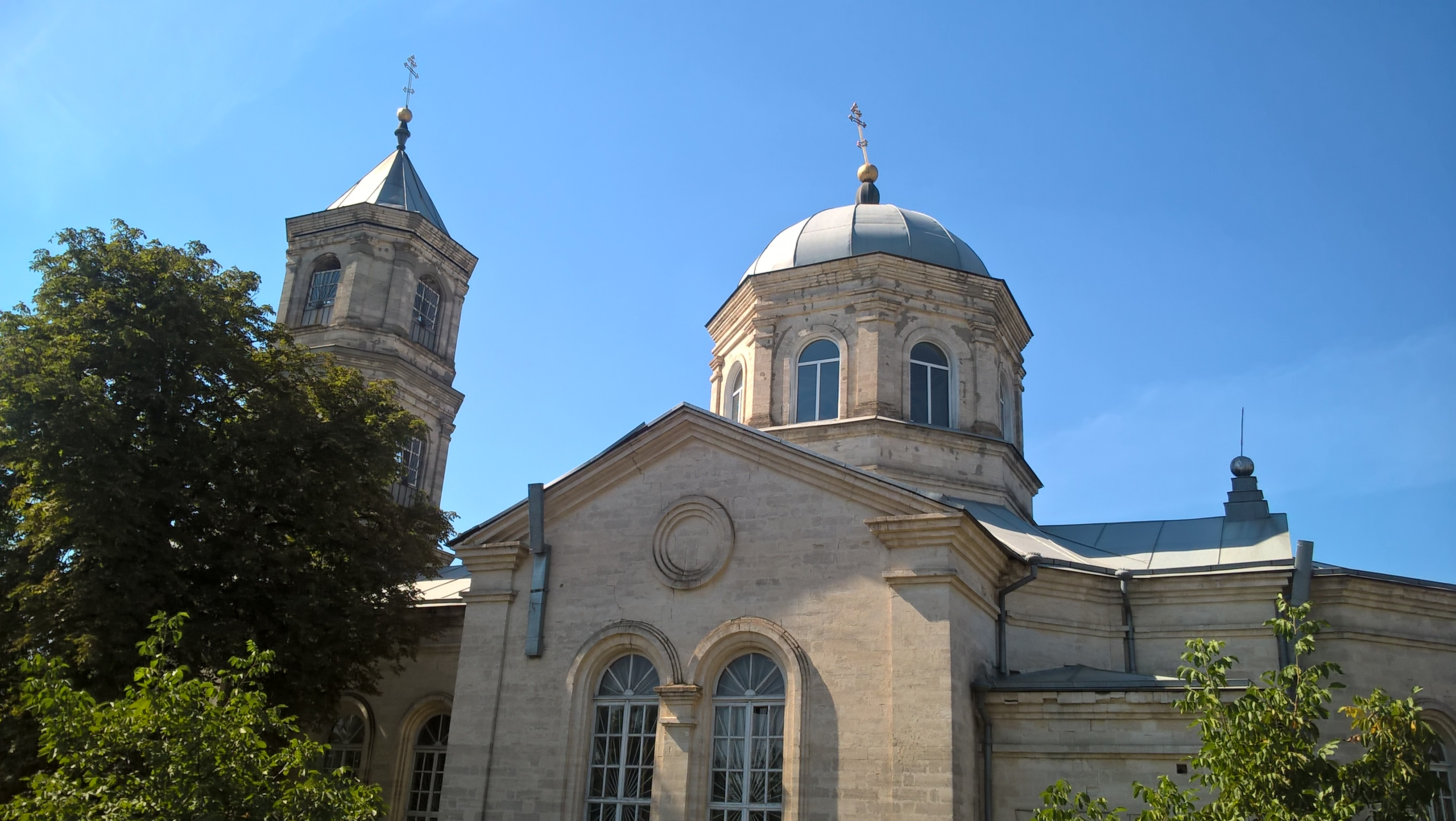
Biserica parohială din localitate.

La 1698 Constantin Antioh Cantemir va închina mănăstirea Căpriana - mănăstirii Zografu de la muntele Athos. Începând cu anul 1818, mitropolitul Gavriil Bănulescu-Bodoni întreprinde ample măsuri de reorganizare și reconstruire a mănăstirii. Biserica "Adormirea Maicii Domnului" (1545) în această perioadă este reconstruită aproape din temelie. În anul 1840 este construit paraclisul de iarnă "Sf. Gheorghe" (acum Sf. Nicolae) de către egumenul Teofilact, iar în anul 1903 este înălțată biserica nouă de iarnă "Sf. Gheorghe", anterior numită "a Înălțării Maicii Domnului". Clopotnița a fost construită în anul 1812 și avea 9 clopote.
După anul 1947 de aici au fost alungați călugării, iar mănăstirea a fost transformată într-un sanatoriu pentru copiii bolnavi de tuberculoză. Oficial închiderea mănăstirii a avut loc în 1962. La începutul anului 1989 locașul a fost redeschis, începându-se lucrările de restaurare.
Biserica cea nouă, cu hramul Sf. Gheorghe a fost construită din cărămidă roșie, în anul 1903, pe locul fostei bisericii "Înălțarea Maicii Domnului". Arhitectura ei poartă amprenta eclecticii și a stilizării de tip pseudo-bizantin, conținând însă și unele elemente ale vechii arhitecturi moldovenești. Pictura din interior este bine păstrată. Recent a fost restaurat iconostasul. Planul bisericii este alungit și treflat în partea naosului și altarului. Astăzi biserica este restaurată și deschisă pentru credincioși.

## Administrație și politică
Componența Consiliului local Căpriana (11 consilieri), ales la 5 noiembrie 2023, este următoarea:
|  | Partid                                       | Consilieri | Componență | Componență | Componență | Componență | Componență | Componență | Componență | Componență |
|  | -------------------------------------------- | ---------- | ---------- | ---------- | ---------- | ---------- | ---------- | ---------- | ---------- | ---------- |
|  | Partidul Social Democrat European            | 8          |            |            |            |            |            |            |            |            |
|  | Partidul Acțiune și Solidaritate             | 2          |            |            |            |            |            |            |            |            |
|  | Partidul Socialiștilor din Republica Moldova | 1          |            |            |            |            |            |            |            |            |

## Galerie de imagini
Mănăstirea Căpriana

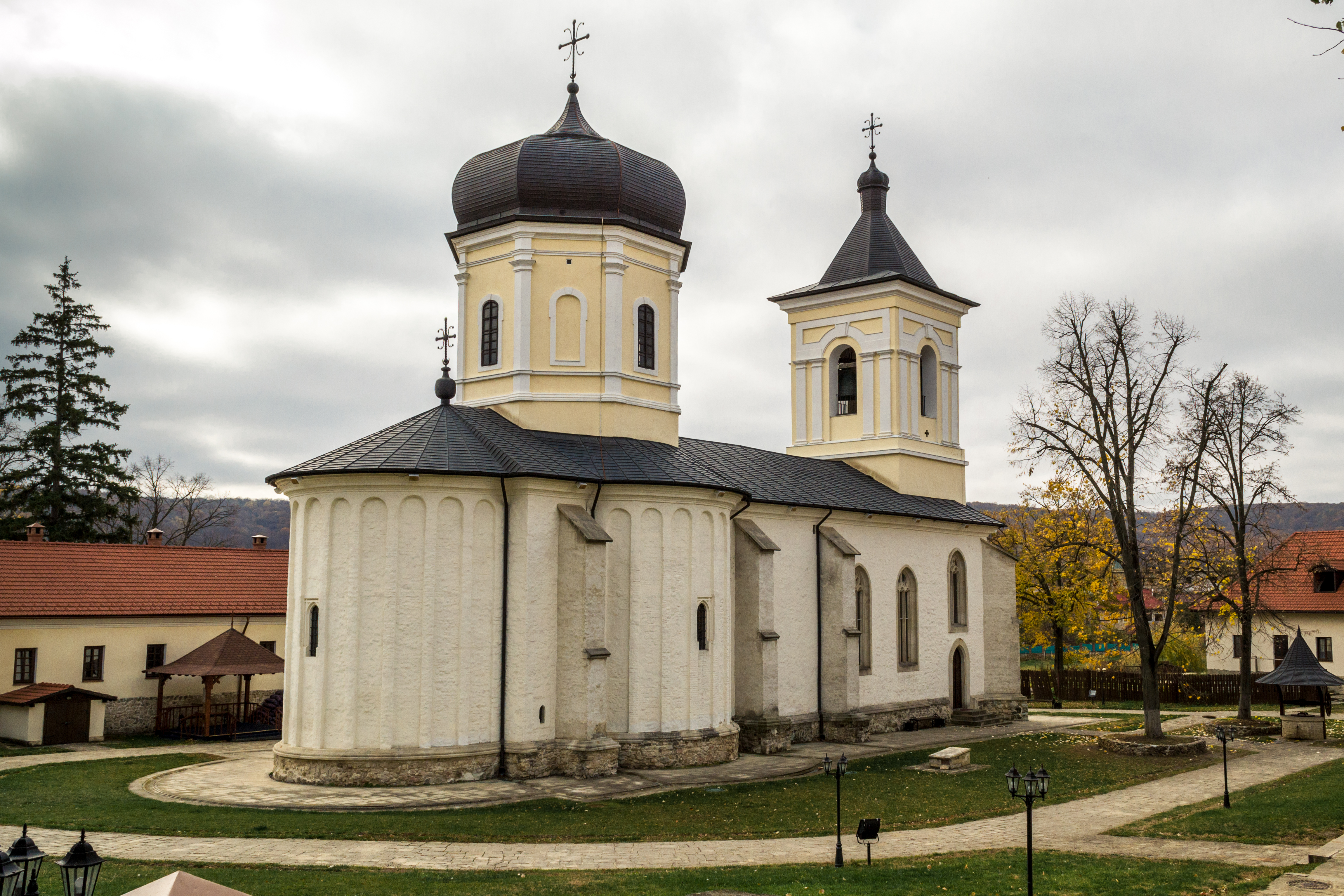
Biserica voievodală „Adormirea Maicii Domnului”.
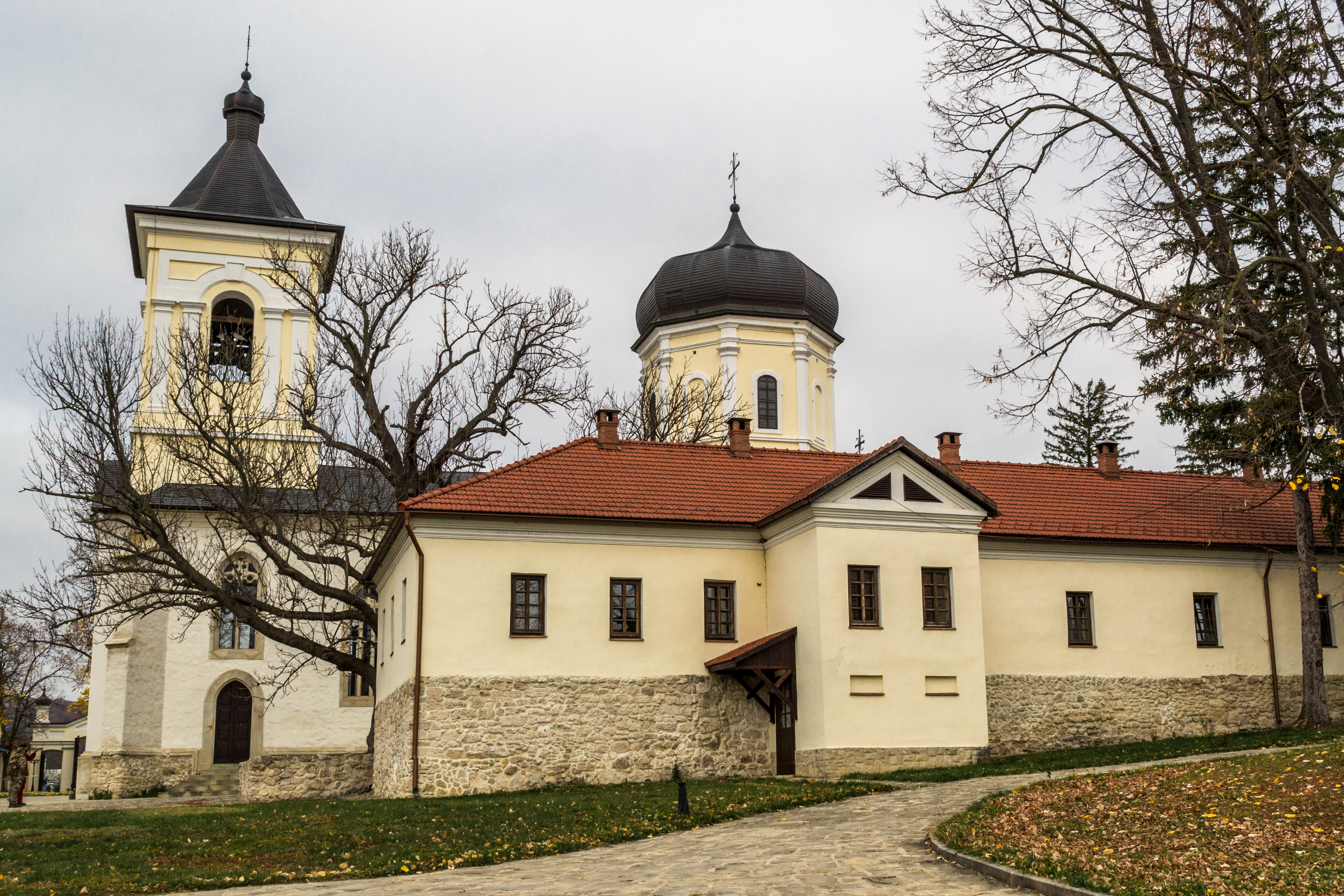
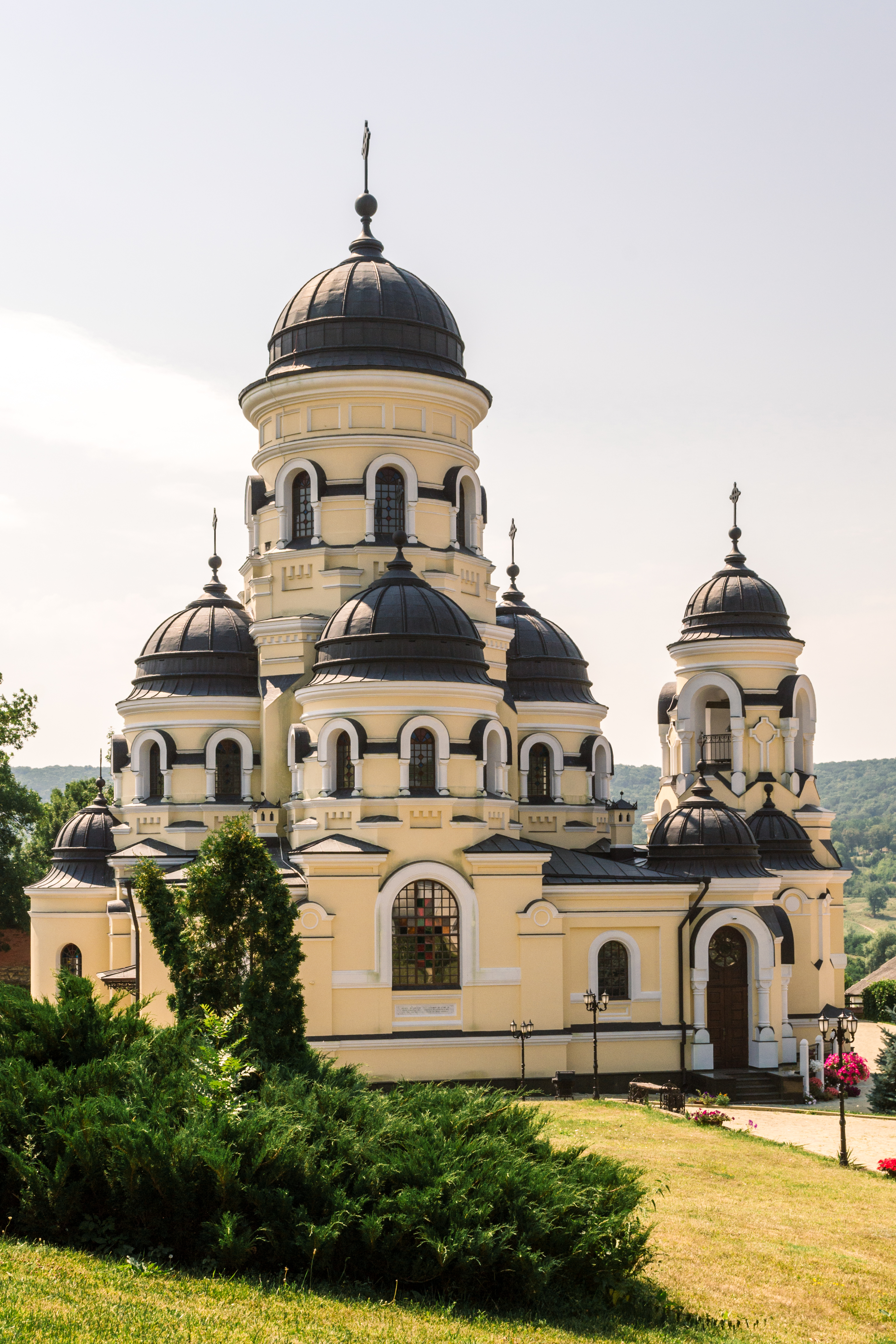
Biserica de iarnă „Sfântul Gheorghe”.
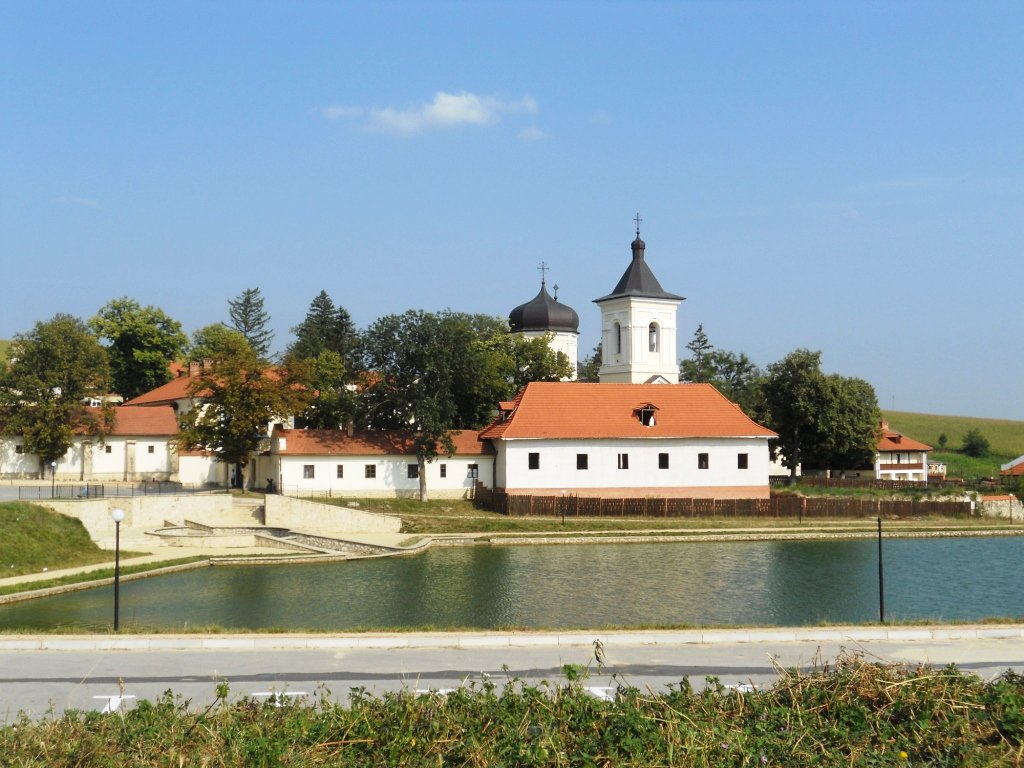
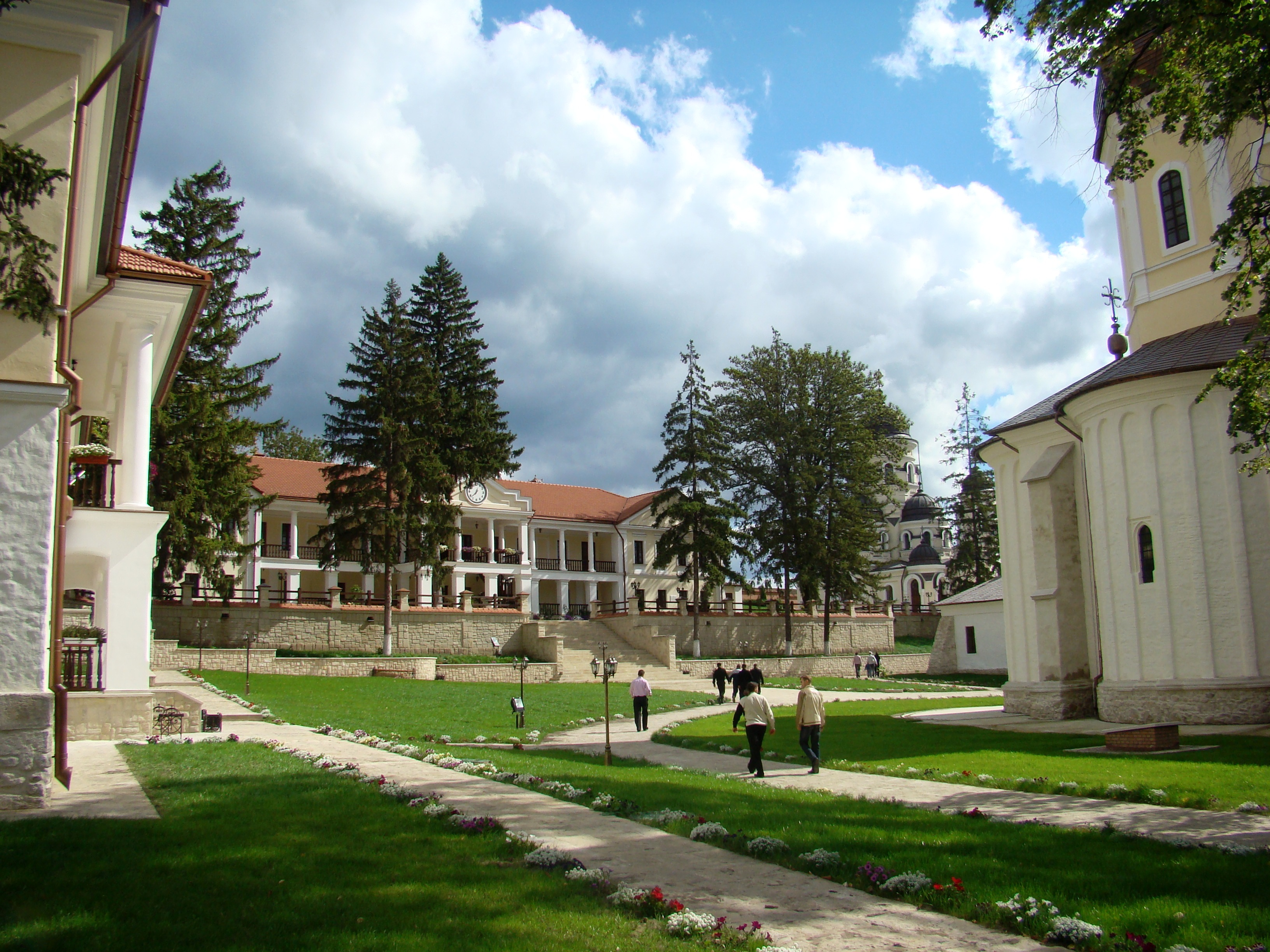
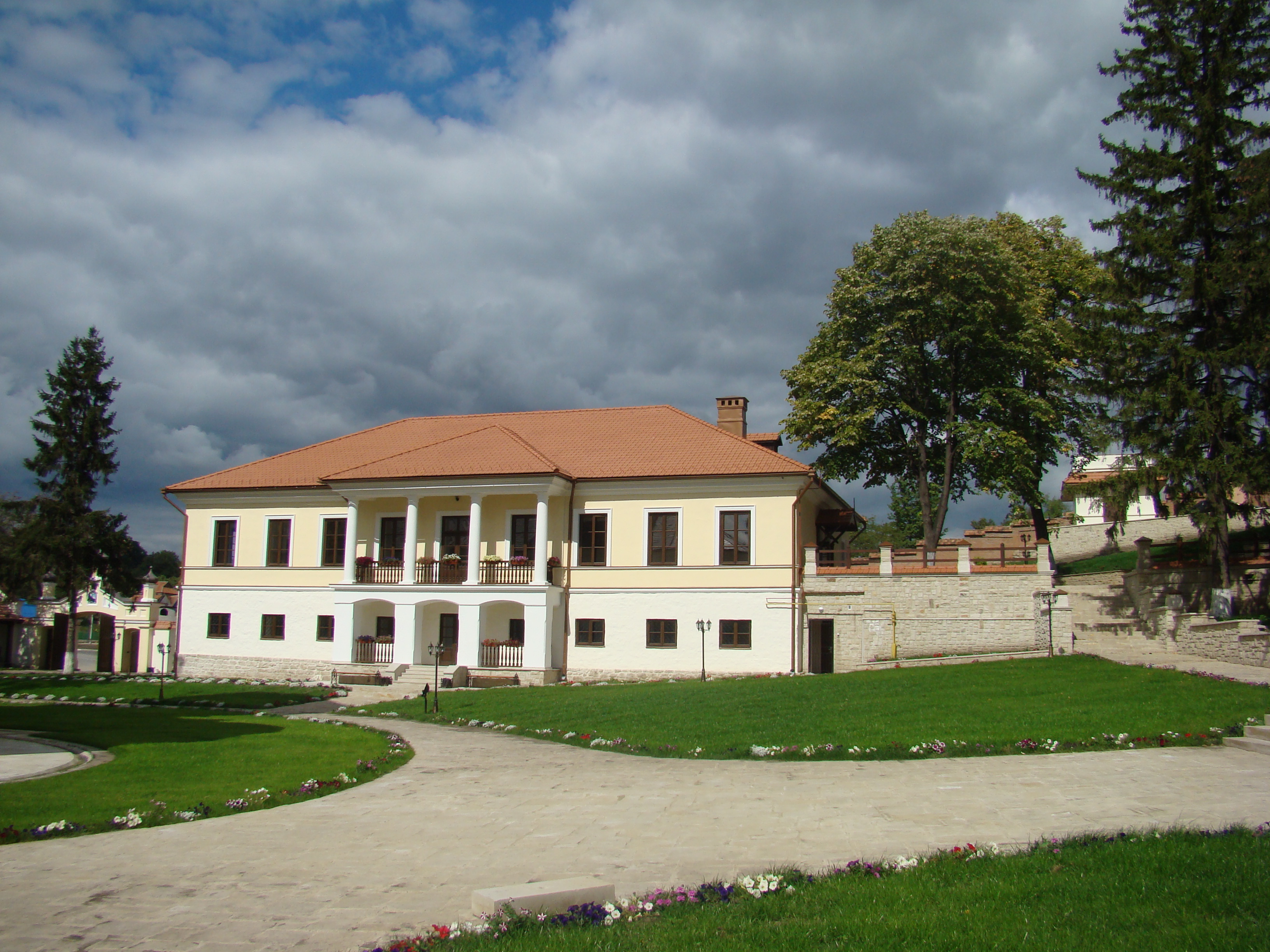
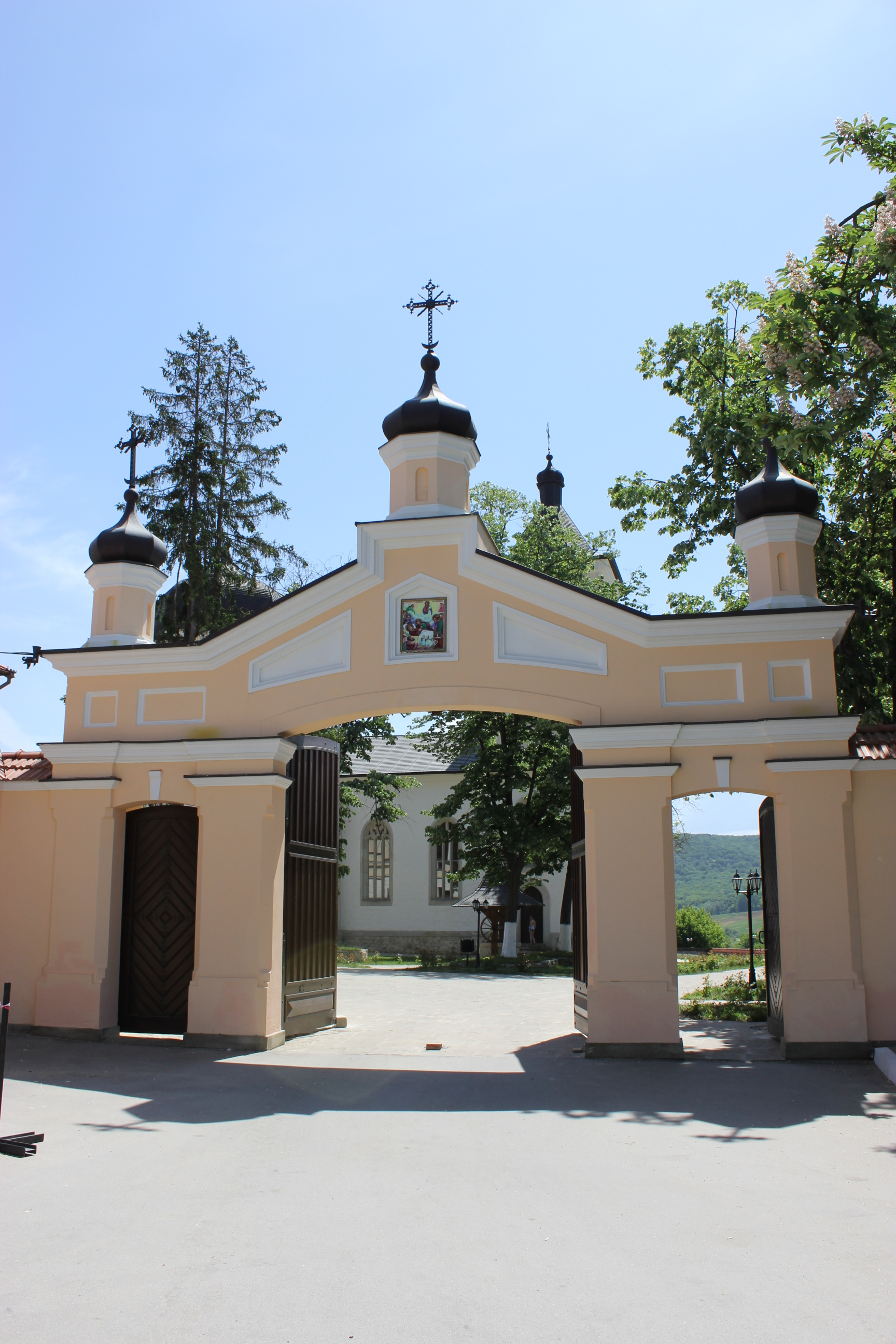

Alte locuri

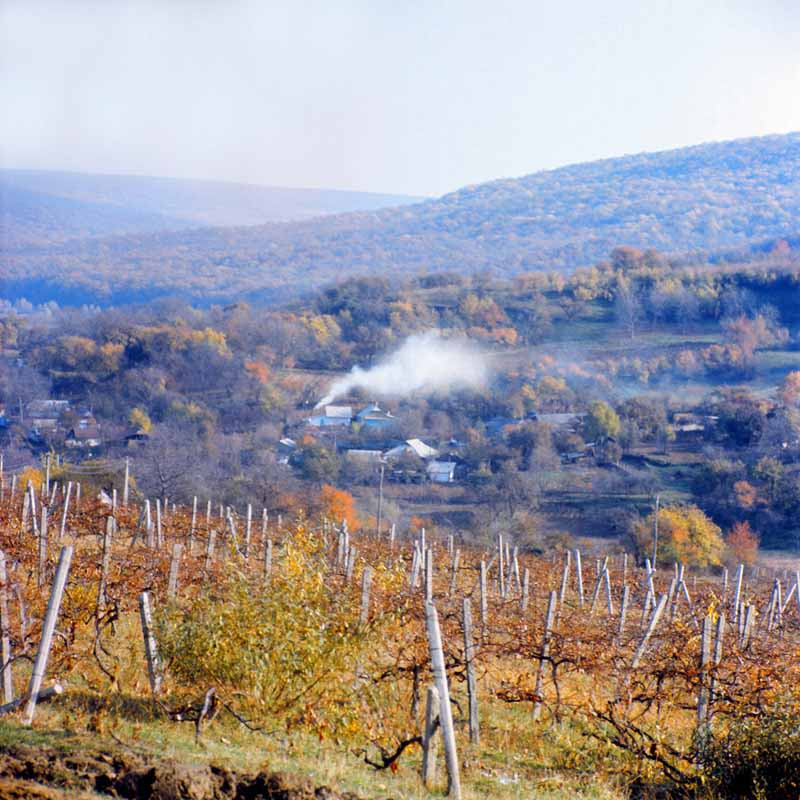
Imagine din anii '80 a localității
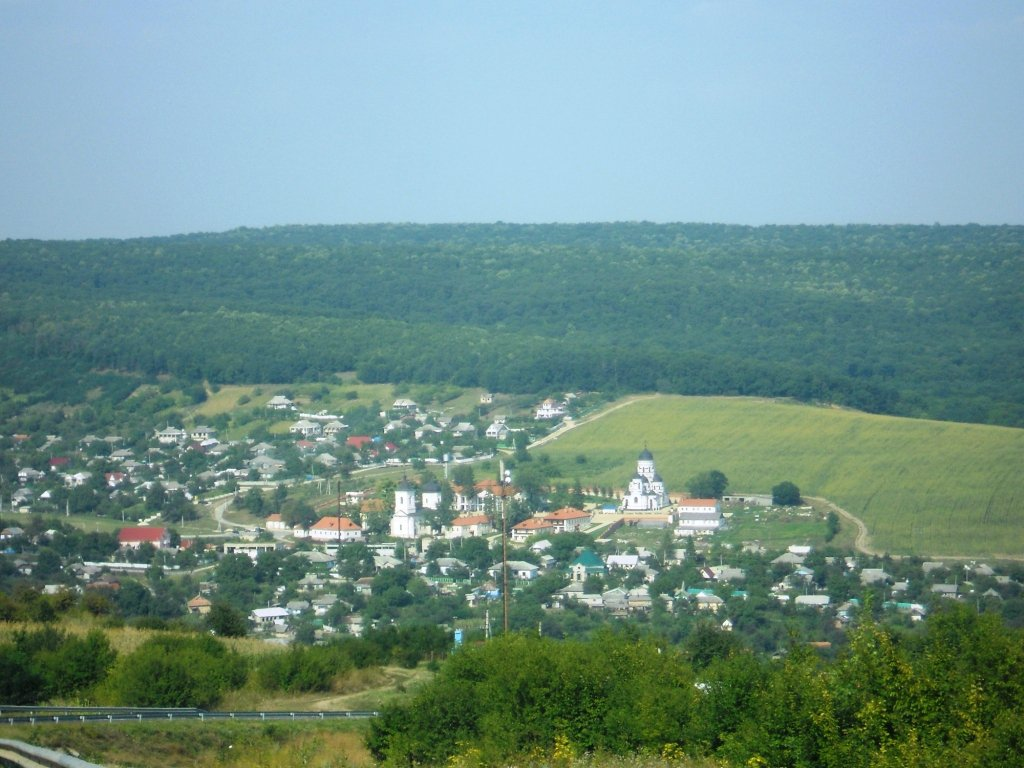
Panoramă
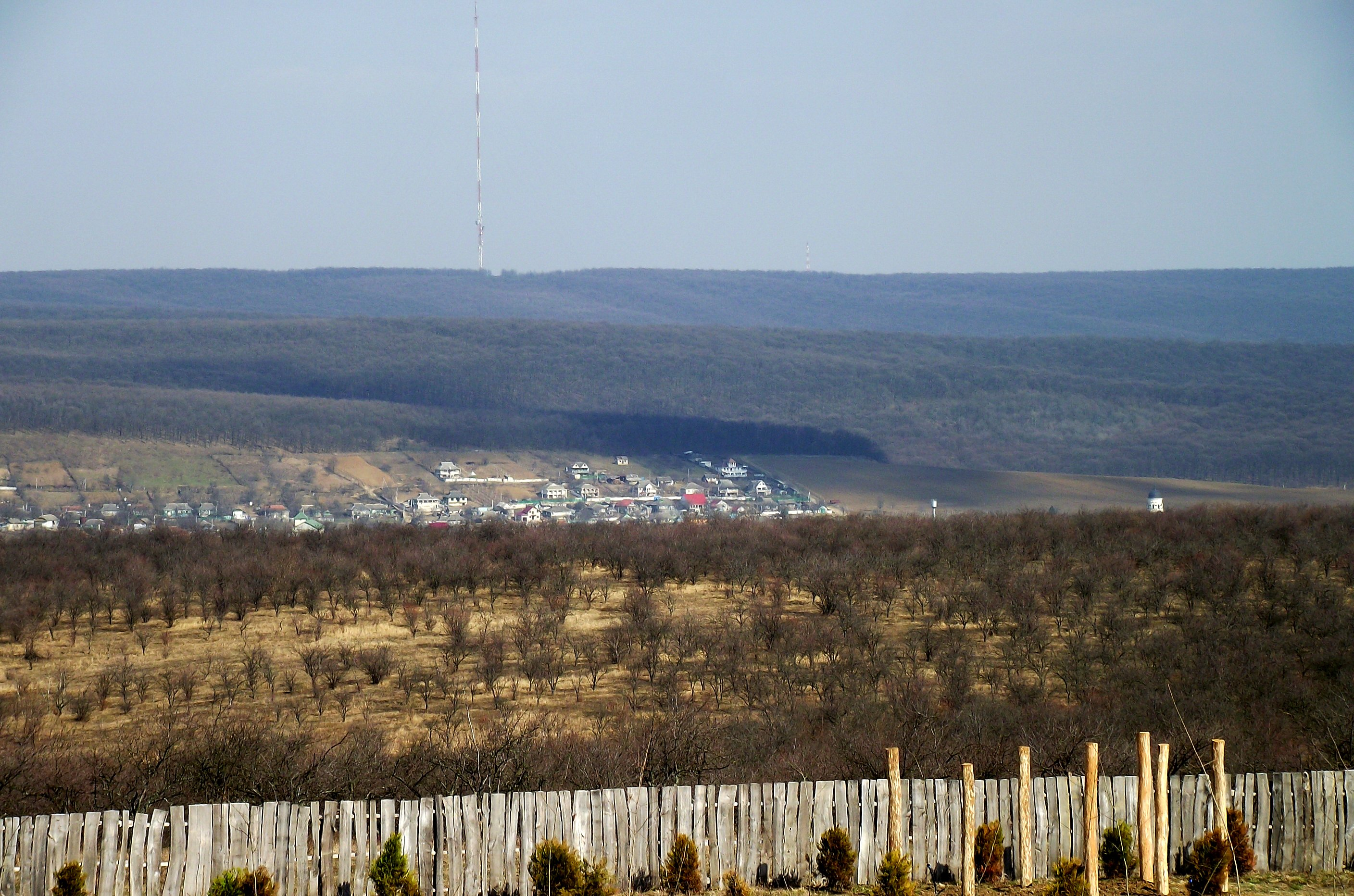
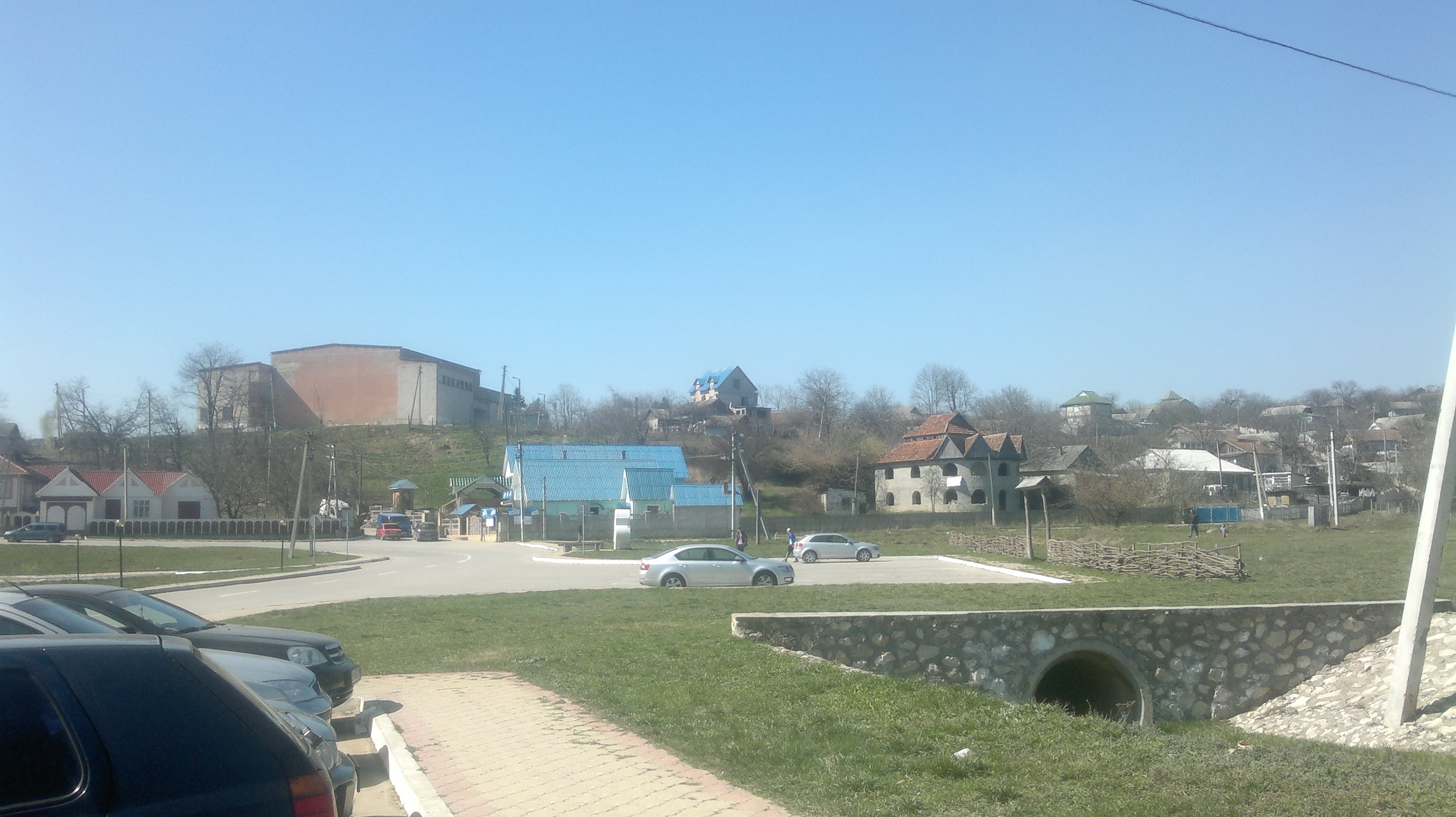
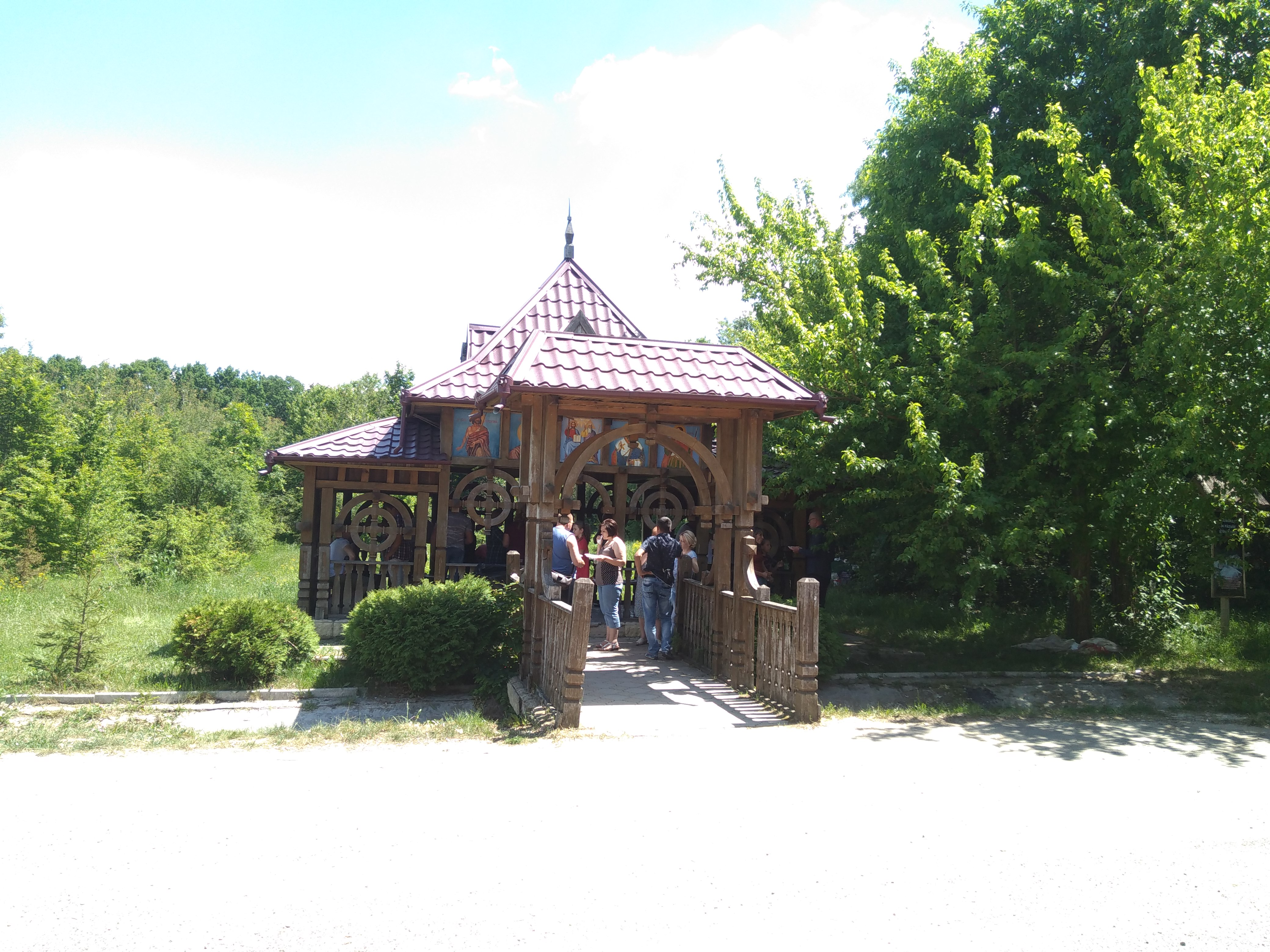
Pavilion turistic
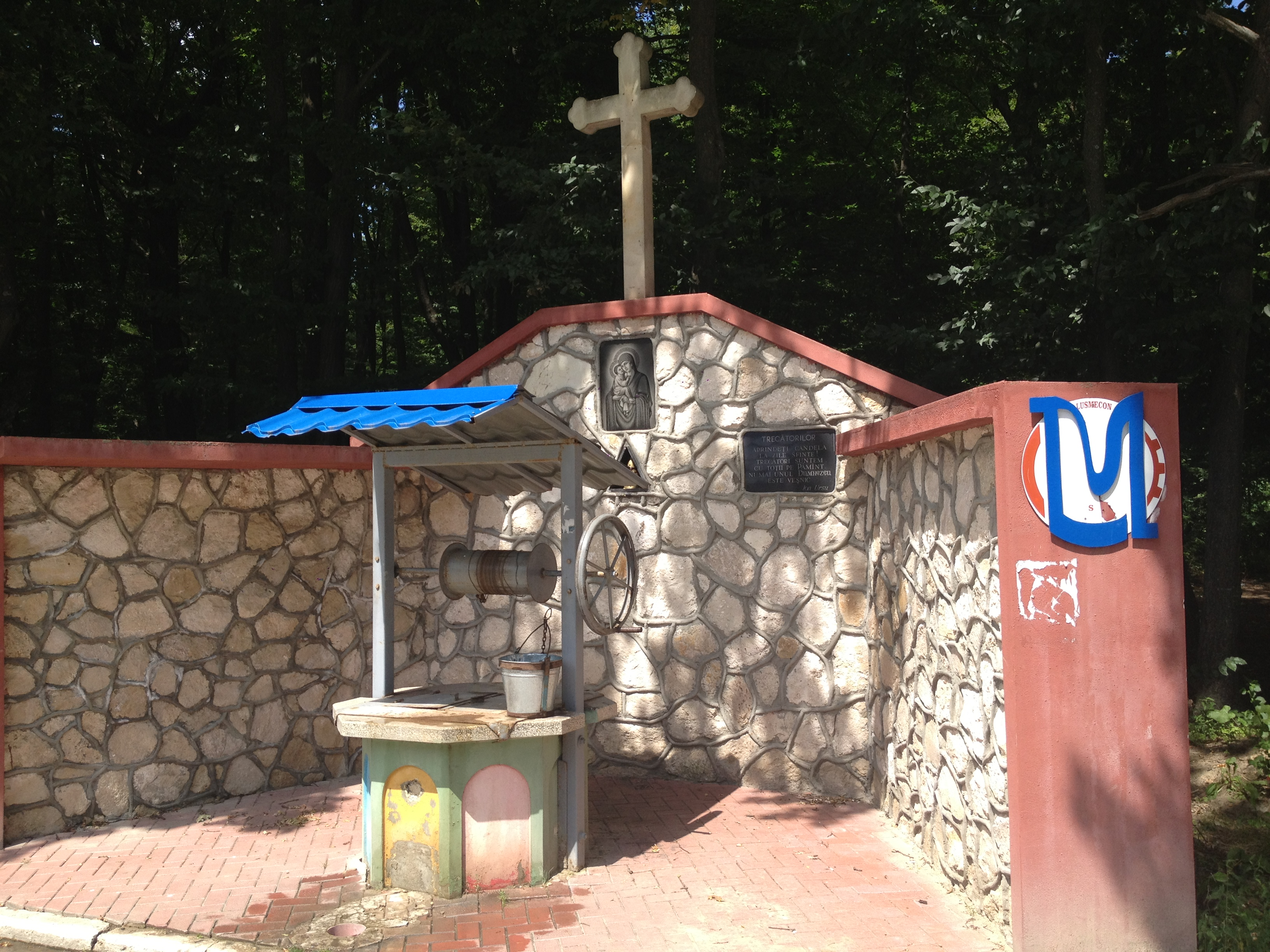
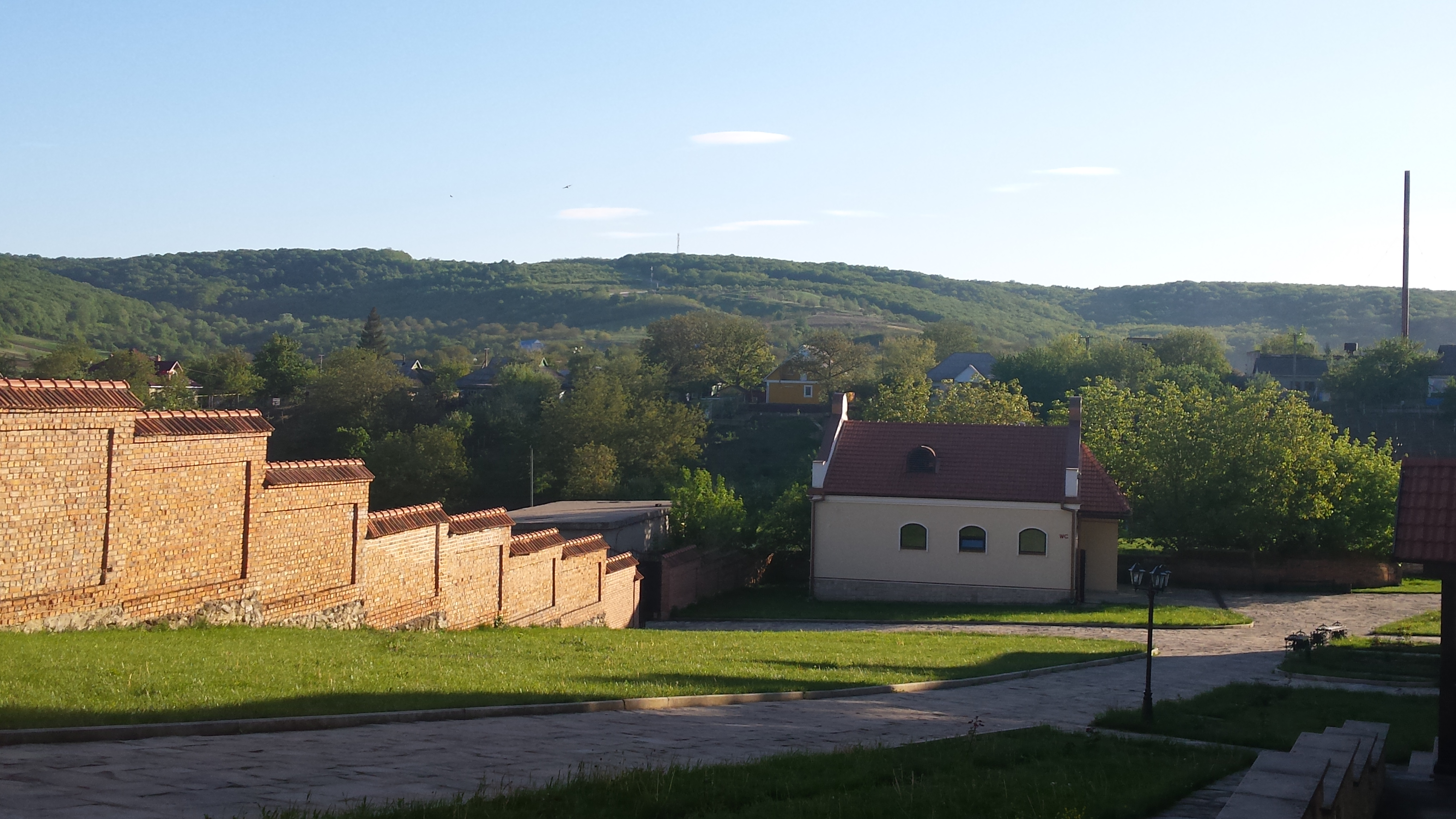